# FC Znojmo
Football Club Znojmo byl poslední název fotbalového klubu ze Znojma, který byl založen roku 1926 jako Dělnický sportovní klub Znojmo a zanikl v roce 2001 sloučením s klubem Fotbal Znojmo do 1. SC Znojmo.
Největším úspěchem klubu byla účast ve druhé nejvyšší soutěži v sezoně 1951. Za první republiky startoval v jednom ročníku třetí nejvyšší soutěže (1933/34) a po válce ve dvou (1949 a 1952). Na začátku 90. let se představil v jednom divizním ročníku (1991/92) a třech ročnících nejvyšší jihomoravské soutěže (1990/91, 1992/93 a 1993/94).

## Historické názvy
Zdroj: 
- 1926 – DSK Znojmo (Dělnický sportovní klub Znojmo)
- 1946 – SK Znojmo (Sportovní klub Znojmo)
- 1948 – JTO Sokol Pivovar Znojmo (Jednotná tělovýchovná organisace Sokol Pivovar Znojmo)
- 1949 – ZSJ Pivovar Znojmo (Závodní sokolská jednota Pivovar Znojmo)
- 195? – TJ Znojmo (Tělovýchovná jednota Znojmo)
- 1990 – FC Znojmo (Football Club Znojmo)
- 2001 – fúze s Fotbal Znojmo do 1. SC Znojmo[2][3]

## Stručná historie klubu
Dělnický sportovní klub Znojmo byl založen v roce 1926 a stal se členem BZMŽF. V ročníku 1933/34 startoval v nejvyšší župní soutěži, ihned však sestoupil. Ve druhé polovině 30. let 20. století zde trénoval Rudolf Šafr. Před vypuknutím a po skončení druhé světové války hrál v I. B třídě BZMŽF – po válce měl v této soutěži za soupeře mj. městského rivala ČAFC Znojmo. V ročníku 1951 se účastnil krajské soutěže v Brněnském kraji, která byla v letech 1951–1952 jednou ze skupin druhé nejvyšší soutěže v Československu. Po vzniku konkurenční Rudé hvězdy Znojmo v roce 1953 až do roku 1990 působil klub nejvýše v I. A třídě. Po skončení ročníku 1990/91, v němž se poprvé účastnil Jihomoravského krajského přeboru, došlo k reorganizaci nižších soutěží. Takto se klub dostal do čtvrté nejvyšší soutěže – Divize D, v níž ovšem setrval jedinou sezonu (1991/92). Po sestupu z Jihomoravského župního přeboru (1993/94) následoval sestup z I. A třídy (1994/95) a posledních šest sezon strávil klub v I. B třídě (1995–2001). Po fúzi zaujalo uvolněné místo v I. B třídě B-mužstvo 1. SC Znojmo.

## Umístění v jednotlivých sezonách
Legenda: Z – zápasy, V – výhry, R – remízy, P – porážky, VG – vstřelené góly, OG – obdržené góly, +/− – rozdíl skóre, B – body, červené podbarvení – sestup, zelené podbarvení – postup, fialové podbarvení – reorganizace, změna skupiny či soutěže
| Československo (1933 – 1939)             |                                                             |                                                             |                                                             |                                                             |                                                             |                                                             |                                                             |                                                             |                                                             |                                                             |                                                             |
| Sezóny                                   | Liga                                                        | Úroveň                                                      | Z                                                           | V                                                           | R                                                           | P                                                           | VG                                                          | OG                                                          | +/−                                                         | B                                                           | Pozice                                                      |
| 1933/34                                  | I. A třída BZMŽF                                            | 3                                                           | 18                                                          | 2                                                           | 2                                                           | 14                                                          | 22                                                          | 62                                                          | −40                                                         | 6                                                           | 10.                                                         |
| 1934/35                                  | I. B třída BZMŽF – II. okrsek                               | 4                                                           | 14                                                          | 7                                                           | 2                                                           | 5                                                           | 23                                                          | 31                                                          | −8                                                          | 16                                                          | 4.                                                          |
| 1935/36                                  | I. B třída BZMŽF – I. okrsek                                | 4                                                           | 7                                                           | 6                                                           | 0                                                           | 1                                                           | 21                                                          | 10                                                          | +11                                                         | 12                                                          | —                                                           |
| 1936/37                                  | I. B třída BZMŽF – I. okrsek                                | 4                                                           | 20                                                          | ...                                                         | ...                                                         | ...                                                         | ...                                                         | ...                                                         | ...                                                         |                                                             |                                                             |
| 1937/38                                  | I. B třída BZMŽF – I. okrsek                                | 4                                                           | 22                                                          | ...                                                         | ...                                                         | ...                                                         | ...                                                         | ...                                                         | ...                                                         |                                                             |                                                             |
| ...                                      |                                                             |                                                             |                                                             |                                                             |                                                             |                                                             |                                                             |                                                             |                                                             |                                                             |                                                             |
| Protektorát Čechy a Morava (1939 – 1945) |                                                             |                                                             |                                                             |                                                             |                                                             |                                                             |                                                             |                                                             |                                                             |                                                             |                                                             |
| Sezóny                                   | Liga                                                        | Úroveň                                                      | Z                                                           | V                                                           | R                                                           | P                                                           | VG                                                          | OG                                                          | +/−                                                         | B                                                           | Pozice                                                      |
| ...                                      |                                                             |                                                             |                                                             |                                                             |                                                             |                                                             |                                                             |                                                             |                                                             |                                                             |                                                             |
| 1944/45                                  | Končila druhá světová válka, pravidelné soutěže se nehrály. | Končila druhá světová válka, pravidelné soutěže se nehrály. | Končila druhá světová válka, pravidelné soutěže se nehrály. | Končila druhá světová válka, pravidelné soutěže se nehrály. | Končila druhá světová válka, pravidelné soutěže se nehrály. | Končila druhá světová válka, pravidelné soutěže se nehrály. | Končila druhá světová válka, pravidelné soutěže se nehrály. | Končila druhá světová válka, pravidelné soutěže se nehrály. | Končila druhá světová válka, pravidelné soutěže se nehrály. | Končila druhá světová válka, pravidelné soutěže se nehrály. | Končila druhá světová válka, pravidelné soutěže se nehrály. |
| Československo (1945 – 1993)             |                                                             |                                                             |                                                             |                                                             |                                                             |                                                             |                                                             |                                                             |                                                             |                                                             |                                                             |
| Sezóny                                   | Liga                                                        | Úroveň                                                      | Z                                                           | V                                                           | R                                                           | P                                                           | VG                                                          | OG                                                          | +/−                                                         | B                                                           | Pozice                                                      |
| 1945/46                                  | I. B třída BZMŽF – II. okrsek                               | 4                                                           | 16                                                          | ...                                                         | ...                                                         | ...                                                         | ...                                                         | ...                                                         | ...                                                         |                                                             |                                                             |
| 1946/47                                  | I. B třída BZMŽF – II. okrsek                               | 4                                                           | 22                                                          | 9                                                           | 1                                                           | 12                                                          | 57                                                          | 86                                                          | −29                                                         | 19                                                          | 8.                                                          |
| 1947/48                                  | I. B třída BZMŽF – II. okrsek                               | 4                                                           | 20                                                          | ...                                                         | ...                                                         | ...                                                         | ...                                                         | ...                                                         | ...                                                         |                                                             |                                                             |
| 1948                                     | I. B třída ZMŽF – okrsek II                                 | 5                                                           | 11                                                          | 5                                                           | 3                                                           | 3                                                           | 37                                                          | 33                                                          | +4                                                          | 13                                                          | 4.                                                          |
| 1949                                     | I. třída Brněnského kraje                                   | 3                                                           | 26                                                          | 17                                                          | 2                                                           | 7                                                           | 94                                                          | 52                                                          | +42                                                         | 36                                                          | 2.                                                          |
| 1950                                     | Mistrovství Brněnského kraje                                | 4                                                           | 26                                                          | 9                                                           | 9                                                           | 8                                                           | 87                                                          | 73                                                          | +14                                                         | 27                                                          | 6.                                                          |
| 1951                                     | Krajská soutěž – Brno                                       | 2                                                           | 18                                                          | 4                                                           | 3                                                           | 11                                                          | 39                                                          | 57                                                          | −22                                                         | 11                                                          | 8.                                                          |
| ...                                      |                                                             |                                                             |                                                             |                                                             |                                                             |                                                             |                                                             |                                                             |                                                             |                                                             |                                                             |
| 1955                                     | I. A třída Brněnského kraje                                 | 4                                                           | 21                                                          | 6                                                           | 3                                                           | 12                                                          | 42                                                          | 76                                                          | −34                                                         | 15                                                          | 10.                                                         |
| ...                                      |                                                             |                                                             |                                                             |                                                             |                                                             |                                                             |                                                             |                                                             |                                                             |                                                             |                                                             |
| 1968/69                                  | Okresní přebor Znojemska                                    | 7                                                           | 26                                                          | ...                                                         | ...                                                         | ...                                                         | 52                                                          | 51                                                          | +1                                                          | 27                                                          | 7.                                                          |
| ...                                      |                                                             |                                                             |                                                             |                                                             |                                                             |                                                             |                                                             |                                                             |                                                             |                                                             |                                                             |
| 1974/75                                  | I. A třída Jihomoravského kraje – sk. A                     | 6                                                           | 26                                                          | 7                                                           | 4                                                           | 15                                                          | 36                                                          | 59                                                          | −23                                                         | 18                                                          | 13.                                                         |
| ...                                      |                                                             |                                                             |                                                             |                                                             |                                                             |                                                             |                                                             |                                                             |                                                             |                                                             |                                                             |
| 1979/80                                  | I. A třída Jihomoravského kraje – sk. A                     | 5                                                           | 30                                                          | 11                                                          | 5                                                           | 14                                                          | 35                                                          | 56                                                          | −21                                                         | 27                                                          | 12.                                                         |
| 1980/81                                  | I. A třída Jihomoravského kraje – sk. A                     | 5                                                           | 30                                                          | 7                                                           | 6                                                           | 17                                                          | 28                                                          | 70                                                          | −42                                                         | 20                                                          | 15.                                                         |
| 1981/82                                  | I. A třída Jihomoravského kraje – sk. A                     | 6                                                           | 30                                                          | 5                                                           | 6                                                           | 19                                                          | 34                                                          | 71                                                          | −37                                                         | 16                                                          | 16.                                                         |
| ...                                      |                                                             |                                                             |                                                             |                                                             |                                                             |                                                             |                                                             |                                                             |                                                             |                                                             |                                                             |
| 1989/90                                  | I. A třída Jihomoravského kraje – sk. A                     | 6                                                           | 26                                                          | ...                                                         | ...                                                         | ...                                                         | ...                                                         | ...                                                         | ...                                                         |                                                             |                                                             |
| 1990/91                                  | Jihomoravský krajský přebor                                 | 5                                                           | 30                                                          | 7                                                           | 11                                                          | 12                                                          | 41                                                          | 56                                                          | −15                                                         | 25                                                          | 14.                                                         |
| 1991/92                                  | Divize D                                                    | 4                                                           | 30                                                          | 8                                                           | 5                                                           | 17                                                          | 27                                                          | 54                                                          | −27                                                         | 21                                                          | 15.                                                         |
| 1992/93                                  | Jihomoravský župní přebor                                   | 5                                                           | 26                                                          | 8                                                           | 5                                                           | 13                                                          | 42                                                          | 49                                                          | −7                                                          | 21                                                          | 12.                                                         |
| Česko (1993 – 2001)                      |                                                             |                                                             |                                                             |                                                             |                                                             |                                                             |                                                             |                                                             |                                                             |                                                             |                                                             |
| Sezóny                                   | Liga                                                        | Úroveň                                                      | Z                                                           | V                                                           | R                                                           | P                                                           | VG                                                          | OG                                                          | +/−                                                         | B                                                           | Pozice                                                      |
| 1993/94                                  | Jihomoravský župní přebor                                   | 5                                                           | 30                                                          | 8                                                           | 4                                                           | 18                                                          | 40                                                          | 61                                                          | −21                                                         | 16                                                          | 16.                                                         |
| 1994/95                                  | I. A třída Jihomoravské župy – sk. B                        | 6                                                           | 26                                                          | 4                                                           | 7                                                           | 15                                                          | 25                                                          | 51                                                          | −26                                                         | 19                                                          | 13.                                                         |
| 1995/96                                  | I. B třída Jihomoravské župy – sk. A                        | 7                                                           | 26                                                          | 12                                                          | 6                                                           | 8                                                           | 41                                                          | 34                                                          | +7                                                          | 42                                                          | 3.                                                          |
| 1996/97                                  | I. B třída Jihomoravské župy – sk. A                        | 7                                                           | 26                                                          | 16                                                          | 6                                                           | 4                                                           | 56                                                          | 28                                                          | +28                                                         | 54                                                          | 2.                                                          |
| 1997/98                                  | I. B třída Jihomoravské župy – sk. B                        | 7                                                           | 26                                                          | 17                                                          | 5                                                           | 4                                                           | 41                                                          | 23                                                          | +18                                                         | 56                                                          | 2.                                                          |
| 1998/99                                  | I. B třída Jihomoravské župy – sk. B                        | 7                                                           | 26                                                          | 10                                                          | 5                                                           | 11                                                          | 44                                                          | 32                                                          | +12                                                         | 35                                                          | 7.                                                          |
| 1999/00                                  | I. B třída Jihomoravské župy – sk. B                        | 7                                                           | 26                                                          | 10                                                          | 5                                                           | 11                                                          | 39                                                          | 46                                                          | −7                                                          | 35                                                          | 9.                                                          |
| 2000/01                                  | I. B třída Jihomoravské župy – sk. D                        | 7                                                           | 26                                                          | 11                                                          | 6                                                           | 9                                                           | 54                                                          | 45                                                          | +9                                                          | 39                                                          | 5.                                                          |

Poznámky:
- 1935/36: Mužstvo startovalo mimo soutěž a jeho výsledky nebyly započítávány do tabulky.[13][14]
- 1993/94: Mužstvu byly odečteny 4 body.
- 1955: Utkání 16. kola mezi domácí Lokomotivou Komárov a Slavojem Znojmo, které skončilo výsledkem 2:3 ve prospěch hostí, nebylo započítáno do tabulky, jelikož Znojemští nepředložili rozhodčímu průkazy.[38]
- 1993/94: Do konce této sezony byly za vítězství udělovány 2 body.[5]
- 1994/95: Od začátku této sezony jsou za vítězství udělovány 3 body.[5]

## FC Znojmo „B“
FC Znojmo „B“ byl rezervním týmem FC Znojmo, který se pohyboval v okresních soutěžích.

### Umístění v jednotlivých sezonách
Legenda: Z – zápasy, V – výhry, R – remízy, P – porážky, VG – vstřelené góly, OG – obdržené góly, +/− – rozdíl skóre, B – body, červené podbarvení – sestup, zelené podbarvení – postup, fialové podbarvení – reorganizace, změna skupiny či soutěže
| Československo (1992 – 1993) |                                  |        |    |     |     |     |     |     |     |    |        |
| Sezóny                       | Liga                             | Úroveň | Z  | V   | R   | P   | VG  | OG  | +/− | B  | Pozice |
| 1992/93                      | Okresní přebor Znojemska         | 8      | 30 | 10  | 7   | 13  | 49  | 59  | −10 | 27 | 12.    |
| Česko (1993 – 2000)          |                                  |        |    |     |     |     |     |     |     |    |        |
| Sezóny                       | Liga                             | Úroveň | Z  | V   | R   | P   | VG  | OG  | +/− | B  | Pozice |
| ...                          |                                  |        |    |     |     |     |     |     |     |    |        |
| 1995/96                      | Okresní soutěž Znojemska – sk. B | 9      | 26 | 7   | 8   | 11  | 39  | 50  | −11 | 29 | 10.    |
| 1996/97                      | Okresní soutěž Znojemska – sk. B | 9      | 26 | ... | ... | ... | ... | ... | ... |    |        |
| 1997/98                      | Okresní soutěž Znojemska – sk. B | 9      | 26 | ... | ... | ... | ... | ... | ... |    |        |
| 1998/99                      | Okresní soutěž Znojemska – sk. B | 9      | 26 | ... | ... | ... | ... | ... | ... |    |        |
| 1999/00                      | Okresní soutěž Znojemska – sk. B | 9      | 26 | 13  | 8   | 5   | 64  | 38  | +26 | 47 | 2.     |